# Družstevná pri Hornáde
Družstevná pri Hornáde este o comună slovacă, aflată în districtul Košice-okolie din regiunea Košice, pe malul râului Hornád. Localitatea se află la altitudinea de 258 m deasupra n.m., se întinde pe o suprafață de 9,55 km2 și în 2017 număra 2.773 de locuitori.

## Istoric
Localitatea Družstevná pri Hornáde este atestată documentar din 1423.

## Demografie
| An:                | 1994 | 2004    | 2014    | 2024   |
| ------------------ | ---- | ------- | ------- | ------ |
| Număr de persoane: | 3021 | 2177    | 2678    | 2852   |
| Diferență:         |      | −27,93% | +23,01% | +6,49% |

| An:                | 2023 | 2024   |
| ------------------ | ---- | ------ |
| Număr de persoane: | 2804 | 2852   |
| Diferență:         |      | +1,71% |